# هنريك آي. كريستنسن
هنريك آي. كريستنسن هو عالم ومهندس دنماركي، ولد في 16 يوليو 1962 في فريكشهاون في الدنمارك.